# Lepithrix pilosa
Lepithrix pilosa är en skalbaggsart som beskrevs av Karl Henrik Boheman 1857. Lepithrix pilosa ingår i släktet Lepithrix och familjen Melolonthidae. Inga underarter finns listade i Catalogue of Life.